# Luis Cardozo
Luis Carlos Cardozo Espillaga (ur. 10 października 1988 w Yaguarón) – paragwajski piłkarz występujący na pozycji środkowego obrońcy, obecnie zawodnik meksykańskiej Morelii.

## Kariera klubowa
Cardozo pochodzi z miasta Yaguarón. Treningi piłkarskie rozpoczął w wieku 12 lat w tamtejszej drużynie 30 de Abril. Dwa lata później został przyjęty do akademii juniorskiej klubu Cerro Porteño ze stołecznego Asunción, gdzie spędził kolejne kilka sezonów, po czym został włączony do seniorskiego zespołu przez argentyńskiego szkoleniowca Gustavo Costasa. W paragwajskiej Primera División zadebiutował 24 marca 2007 w wygranym 4:1 spotkaniu z Tacuary. Premierowego gola w pierwszej lidze strzelił 28 kwietnia 2007 roku, w wygranej 2:1 konfrontacji z Guaraní. Na przestrzeni kolejnych miesięcy został jednym z ważniejszych zawodników drużyny i w wiosennym sezonie Apertura 2009 zdobył z Cerro swoje pierwsze mistrzostwo Paragwaju. Stałe miejsce w obronie wywalczył sobie w 2010 roku, podczas którego dwukrotnie zostawał wicemistrzem kraju (w wiosennym sezonie Apertura 2010 i jesiennym Clausura 2010). Podczas rozgrywek Clausura 2011 zanotował swoje trzecie wicemistrzostwo, a w sezonie Apertura 2012 wywalczył tytuł mistrza Paragwaju. Po raz trzeci tytuł mistrzowski zdobył w rozgrywkach Clausura 2013.
Latem 2014 roku wyjechał do Meksyku, gdzie na zasadzie wypożyczenia dołączył do zespołu Monarcas Morelia. W tamtejszej Liga MX zadebiutował 2 sierpnia 2014 w przegranym 0:4 meczu z Leónem, od razu zostając podstawowym stoperem drużyny.
| Sezon     | Klub             | Kraj     | Rozgrywki        | Mecze | Bramki |
| --------- | ---------------- | -------- | ---------------- | ----- | ------ |
| 2007      | Cerro Porteño    | Paragwaj | Primera División | 15    | 1      |
| 2008      | Cerro Porteño    | Paragwaj | Primera División | 26    | 1      |
| 2009      | Cerro Porteño    | Paragwaj | Primera División | 18    | 0      |
| 2010      | Cerro Porteño    | Paragwaj | Primera División | 39    | 1      |
| 2011      | Cerro Porteño    | Paragwaj | Primera División | 32    | 4      |
| 2012      | Cerro Porteño    | Paragwaj | Primera División | 28    | 1      |
| 2013      | Cerro Porteño    | Paragwaj | Primera División | 40    | 0      |
| 2014      | Cerro Porteño    | Paragwaj | Primera División | 14    | 0      |
| 2014/2015 | Monarcas Morelia | Meksyk   | Liga MX          |       |        |

## Kariera reprezentacyjna
W seniorskiej reprezentacji Paragwaju Cardozo zadebiutował za kadencji argentyńskiego selekcjonera Gerardo Martino, 12 czerwca 2011 w wygranym 2:0 meczu towarzyskim z Rumunią.